# Замок Ормонд
Замок Ормонд (ирл. Caisleán Urmhumhan) — расположен на реке Шур восточнее города Кэррик-на-Шуре в графстве Северный Типперэри, Ирландия.
Замок был построен в начале XIII века, и в 1315 году приобретён Джеймсом Батлером, 1-м графом Ормонда. В последующие годы представители семьи Батлеров неоднократно достраивали и переделывали внутренние помещения, а также внешний облик сооружения. В XVII веке владельцы покинули замок и переселились в другое место, однако, Ормонд продолжался оставаться их собственностью. В 1947 году замок был передан государству, которое занялось реставрацией памятника истории и архитектуры.